# Syllitus uniformis
Syllitus uniformis är en skalbaggsart som beskrevs av Blackburn 1893. Syllitus uniformis ingår i släktet Syllitus och familjen långhorningar. Inga underarter finns listade i Catalogue of Life.